# Зона 3 (район Милана)

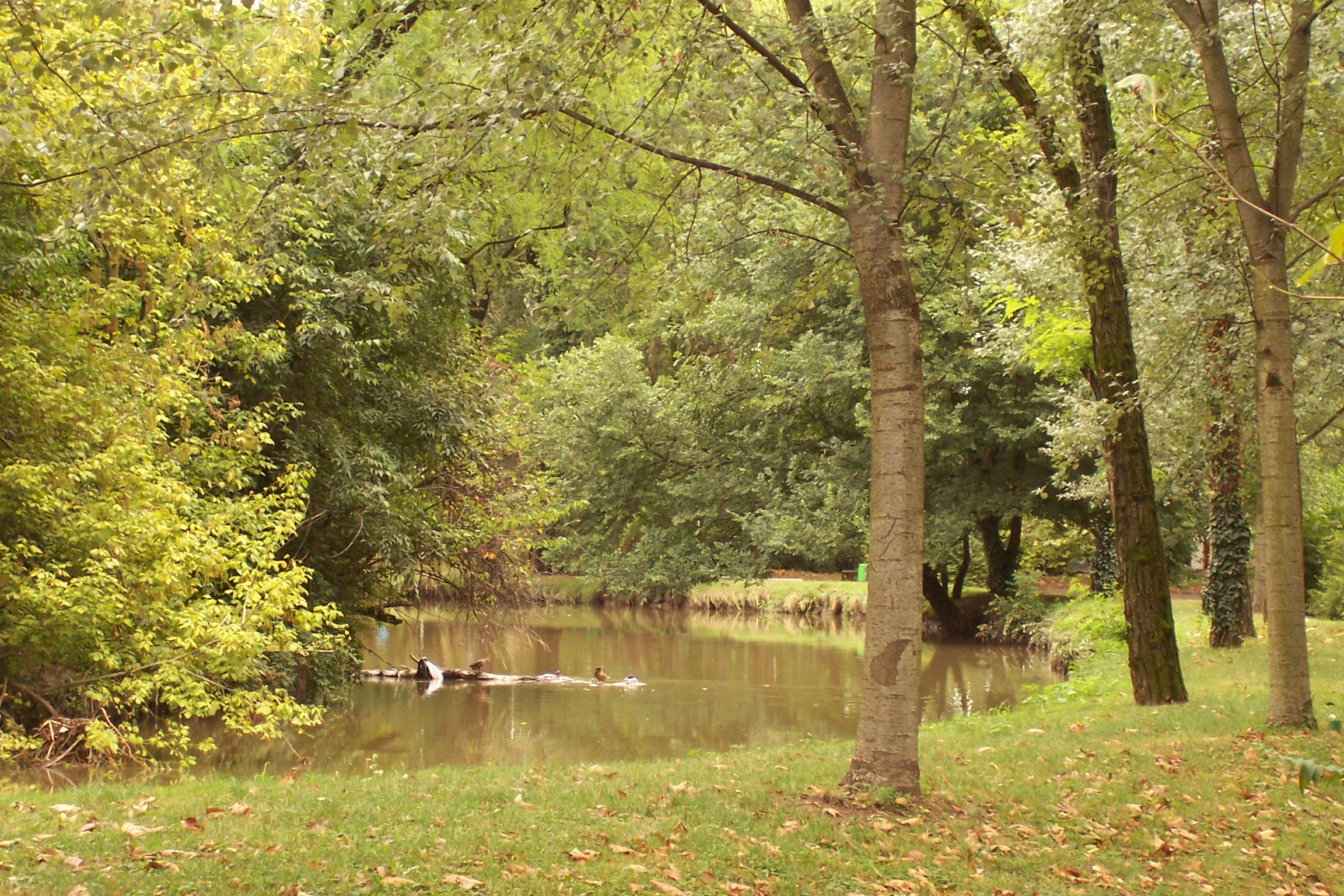
Парк Ламбро

Зона 3 — одна из девяти зон (городских районов) Милана.

## Внутреннее деление
Зона включает в себя следующие кварталы: Porta Venezia, Porta Monforte, Casoretto, Rottole, Dosso, Quartiere Feltre, Cimiano, Città Studi, Lambrate, Ortica.

## Достопримечательности

### Парки
- Парк Ламбро[итал.] — площадь 93 га;
- Парк Мазерати[итал.] — площадь 11 га.

### Музеи
- Церковь-музей Босхи ди Стефано

### Учебные заведения
- Миланский технический университет

## Транспорт
Станции Миланского метро:
- Линия M1: Lima, Loreto и Porta Venezia.
- Линия M2: Caiazzo, Cascina Gobba, Cimiano, Crescenzago, Lambrate FS, Loreto, Piola и Udine.

Железнодорожные станции:
- Dateo, Lambrate и Porta Venezia.